# حرحراي
حرحراي هي قرية لبنانية من قرى قضاء كسروان في محافظة جبل لبنان.